# Poliofoca gebenna
Poliofoca gebenna är en fjärilsart som beskrevs av Swinhoe 1903. Poliofoca gebenna ingår i släktet Poliofoca och familjen nattflyn. Inga underarter finns listade i Catalogue of Life.